# Shanhaiguan (Pass)

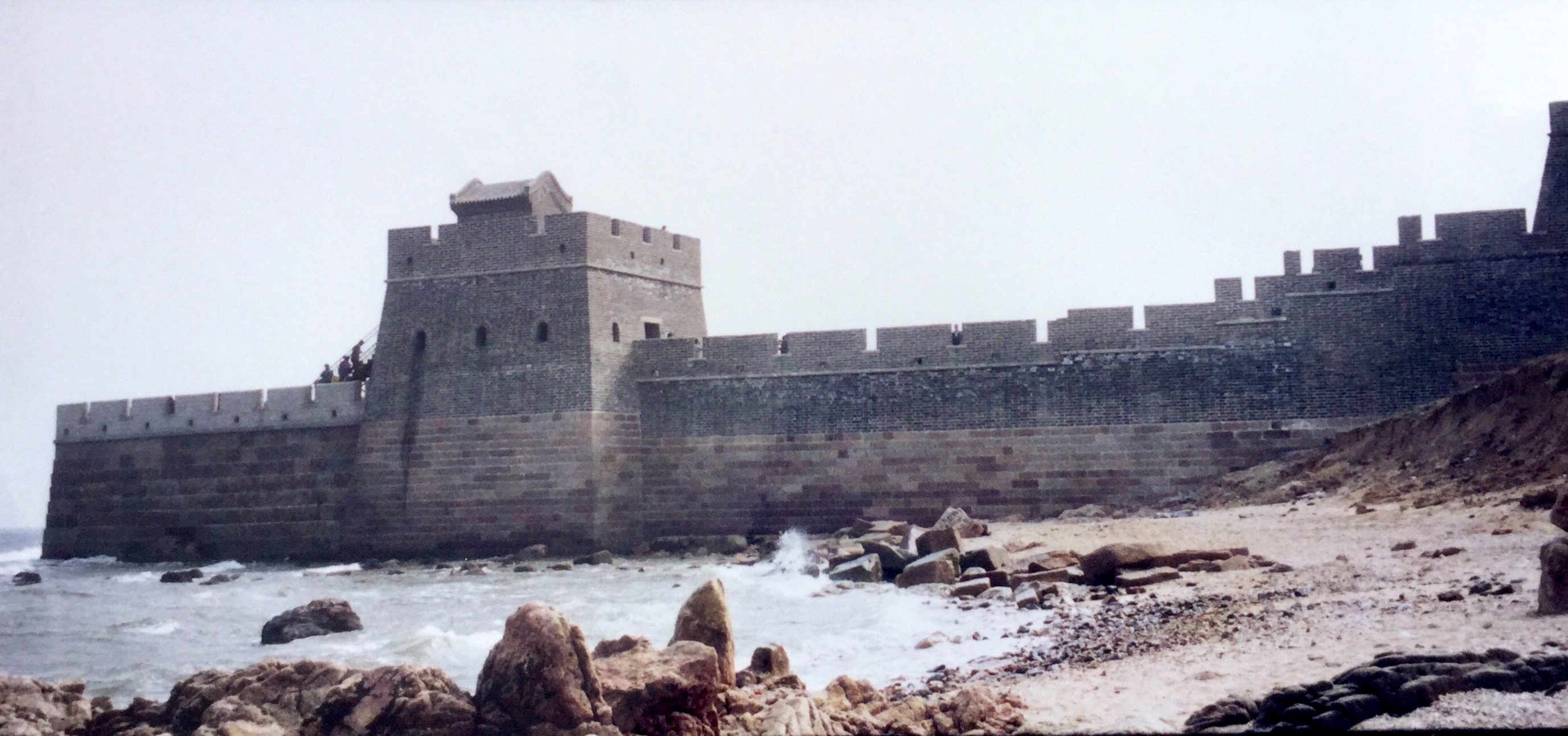
Alter Drachenkopf (老龙头), das Ende der Großen Mauer bei Shanhaiguan. 1995.

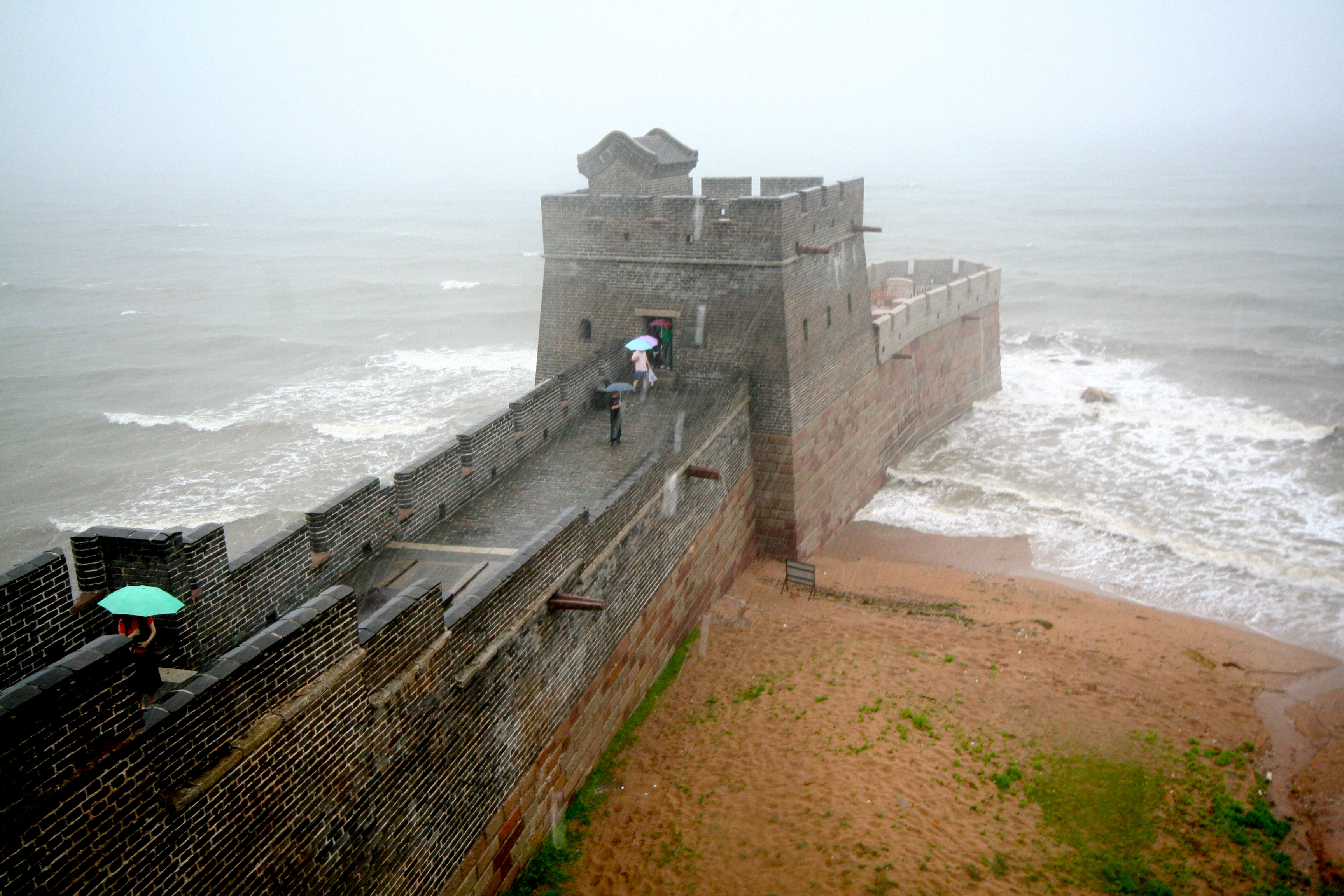
Der Alte Drachenkopf

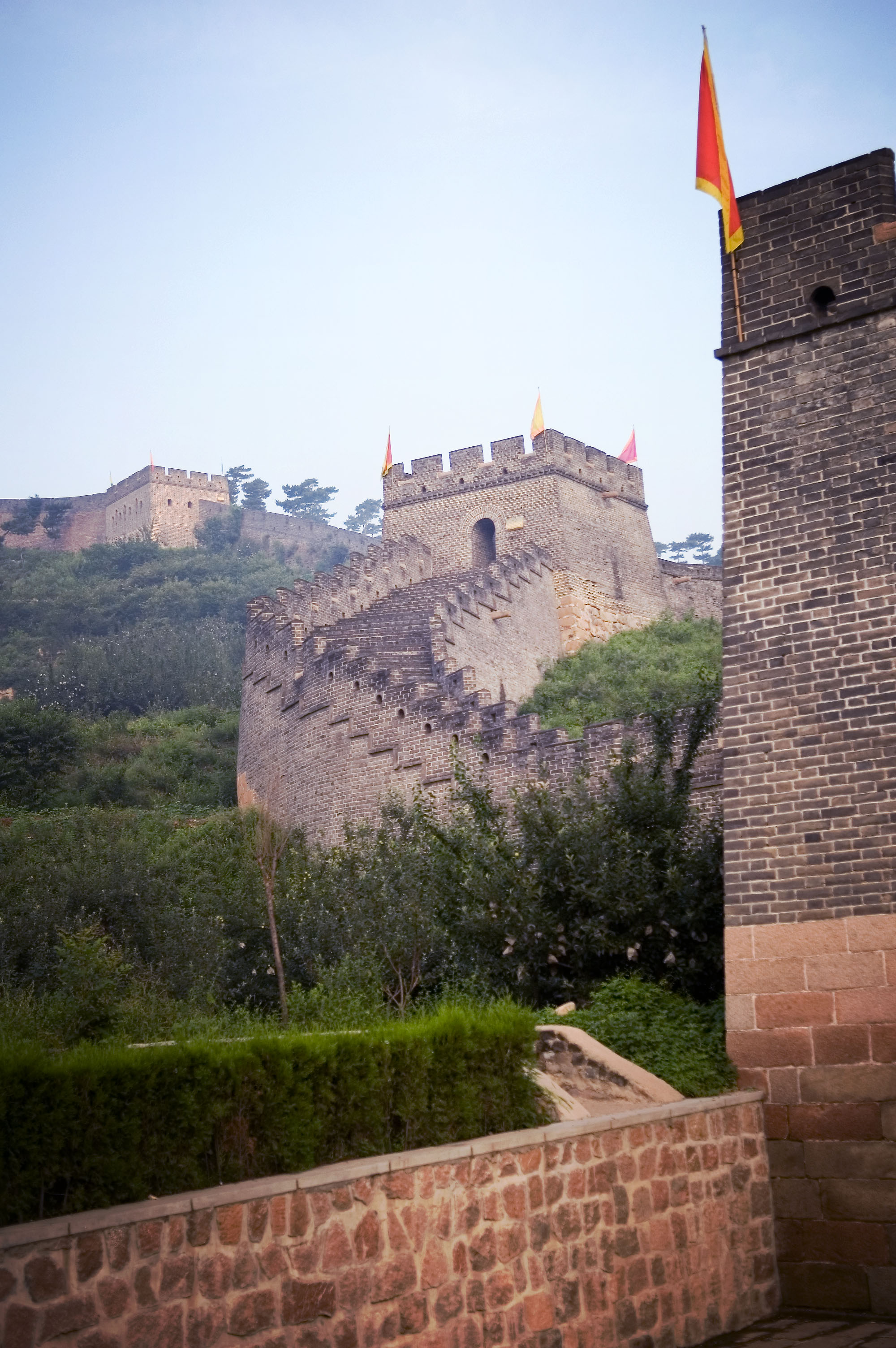
Abschnitt der Großen Mauer bei Shanhaiguan

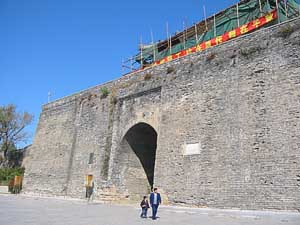
Shanhaiguan

Shanhaiguan oder Shanhai-Pass (chinesisch 山海關 / 山海关, Pinyin Shānhǎi Guān, W.-G. Shan Hai Kuan; wörtlich „Berg-und-Meer-Pass“) ist ein Übergang der Chinesischen Mauer in der Stadt Qinhuangdao, Provinz Hebei, Volksrepublik China. Zusammen mit Jiayuguan und Juyongguan ist er einer der großen Übergänge an der Chinesischen Mauer. Die Mauer trifft hier aufs Meer. Das ins Meer hineinragende Ende der Mauer heißt Alter Drachenkopf (老龙头).
Shanhaiguan liegt fast 300 km östlich von Peking und ist mit der Stadt durch die Autobahn Jincheng–Xinxiang verbunden.

## Geschichte
Shanhaiguan liegt südlich des Yan Shan und nördlich der Bohai-Bucht. Für Jahrhunderte bewachte der Posten die enge Passage zwischen dem nordöstlichen China und dem zentralen Ostchina. Im Laufe der chinesischen Geschichte hat der Pass deshalb immer wieder als Verteidigungsbollwerk gegen Stämme aus der Mandschurei gedient, so etwa gegen die Chitan, Jurchen und die Mandschu.
Sowohl die Nördliche Qi-Dynastie als auch die Tang-Dynastie bauten Wachposten in diesem Gebiet. 1381 ließ der Ming-General Xu Da Shanhaiguan erbauen, das seinen Namen von der Lage zwischen Gebirge und See erhielt. Später veranlasste der Ming-General Qi Jiguang die weitere Befestigung und die Anlage einer Garnisonsstadt um Shanhaiguan. Siedlungen und Forts wurden im Osten, Süden und Norden des Passes erbaut, und Shanhaiguan wurde zu einem der am stärksten befestigten Plätze in China. Heute ist er überdies einer der am besten erhaltenen Übergänge der Großen Mauer.
Am Ende der Ming-Dynastie befand sich der Befehlshaber von Shanhaiguan, General Wu Sangui, kurz vor der Kapitulation und wollte zu den Rebellen unter Li Zicheng überwechseln, als er davon erfuhr, dass seine Konkubine Chen Yuanyuan von Li Zicheng missbraucht worden war. Voller Wut trat er in Verbindung mit den Qing und ihrem Führer Dorgon und öffnete anschließend die Tore von Shanhaiguan für die Soldaten der Qing. Zusammen mit ihnen kämpfte er gegen Li Zicheng in der Schlacht am Shanhai-Pass. Der dort von den Qing errungene Sieg beschleunigte den Niedergang von Li Zichengs politischer Macht und führte dazu, dass sich die Qing als führende Macht in China etablieren konnten.
Während der Qing-Dynastie wurde der zwischen Shenyang und Peking gelegene Shanhai-Pass als „Schlüssel zu den Hauptstädten“ bezeichnet. Im Krieg gegen die Vereinigte acht Staaten im Jahr 1900, zur Zeit der Republik und während des Zweiten Weltkriegs wurden hier zahlreiche Konflikte ausgetragen.
Im Krieg gegen die Vereinigten acht Staaten wurde der Alte Drachenkopf zerstört. Er wurde im Jahr 1984 wieder aufgebaut.

## Aufbau
Shanhaiguan ist von rechteckiger Gestalt mit einem Umfang von vier Kilometern. Die Mauern erreichen eine Höhe von 14 Metern und sind sieben Meter dick. Die Ost-, Süd- und Nordseiten sind von einem tiefen und breiten Graben umgeben. In der Mitte des rechteckigen Platzes steht ein hoher Glockenturm.
An allen vier Seiten der Mauern befanden sich Tore: Zhendong (Osten), Ying'en (Westen), Wangyang (Süden) und Weiyuan (Norden). Im Laufe der Jahrhunderte wurden drei der Tore dem Zerfall überlassen, heute besteht nur noch Zhendong. Dieses ist aufgrund seiner Lage das wichtigste Tor, da es gegen das außerhalb der Mauer liegende Land gerichtet ist. Auf einer Tafel oberhalb des Tors befindet sich die Inschrift 天下第一关 – „Erster Pass unter dem Himmel“. Dieser andere Name von Shanhaiguan sollte nicht verwechselt werden mit 天下第一雄关 – „Erster und Größter Pass unter dem Himmel“, eine Bezeichnung für den Jiayuguan, ein anderer Pass am Westende der Großen Mauer.
Der Shanhaiguan-Abschnitt der Großen Mauer (万里长城—山海关,  Wanli Changcheng - Shanhaiguan) steht seit 1961 auf der Liste der Denkmäler der Volksrepublik China (1-102).
Die UNESCO erklärte die Chinesische Mauer 1987 zum Welterbe.